# Undine von Medvey

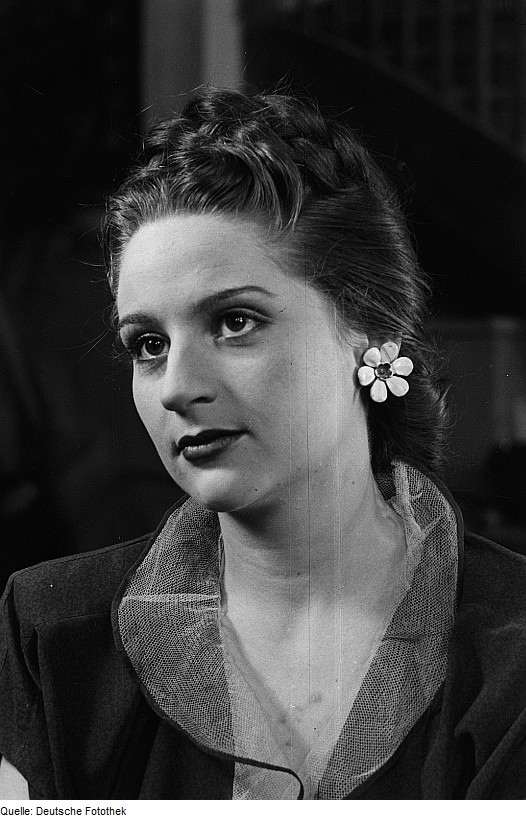
Undine von Medvey, 1946

Undine von Medvey (* 6. Februar 1926 in Hamburg; † 4. Januar 2004 in Berlin) war eine deutsche Sängerin und Schauspielerin.

## Jugend
Undine von Medvey war Tochter eines Arztes aus Berlin und kam in Hamburg zur Welt. Mit dreieinhalb Jahren kam sie in eine Ballettschule und hatte dort ihre ersten Auftritte. Mit acht Jahren kam sie aufs Konservatorium. Bereits ab ihrem zwölften Lebensjahr gab sie Konzerte auf dem Akkordeon.
Ab 1938 war ihre Familie vorwiegend im Ausland ansässig. So wohnte sie beispielsweise in Norwegen, Schweden und den Niederlanden. In den Niederlanden wurde Undine von Medvey dann auch für das Berliner Metropoltheater entdeckt.

## Karriere
Sie begann ihre Karriere im Berliner Metropol-Theater mit Spezialarrangements für Klavier in Maske in Blau und einem Soloauftritt in Der Graf von Luxemburg an der Seite von Johannes Heesters. Die Geburtsstunde der Sängerin Undine von Medvey war, als im ausgebombten Kabarett der Komiker in Berlin Künstler wie Evelyn Künneke, Georg Thomalla oder Fritz Schulz-Reichel mit ihr eine Show auf die Beine stellten. Hier war es dessen Leiter Willi Schaeffers, der ihre Stimme entdeckte, weil sie hinter der Bühne immer wieder vor sich hin trällerte. Er beauftragte Heino Gaze, ein Lied für sie zu schreiben. So entstand Auf meiner Zieh-, Zieh-, Ziehharmonika. Seither sang sie dann auch Lieder und begleitete sich selbst auf dem Akkordeon. Doch die aufgeregte Udine von Medvey spielte vor lauter Angst so laut auf ihrem Akkordeon, dass man den Text kaum verstand. Also nahm Schaeffers ihr das Instrument ab. Von da an trat sie den Weg einer Solosängerin an (Du, du, du, lass mein kleines Herz in Ruh’, Träume kann man nicht verbieten u. a.).
Ihre größten Erfolge erlebte sie auf Tourneen mit Vico Torriani, Bully Buhlan, Lale Andersen und vor allem als langjährige Partnerin an der Seite von Heinz Erhardt in Sketchen, Theaterstücken und im Film. Hochschwanger spielte sie in Hamburg an seiner Seite in der Komödie Lieber reich, aber glücklich.
1959, engagiert im Wiener Variete „Ronacher“ für zwei Shows am Abend, übernahm sie quasi über Nacht für die erkrankte Olive Moorefield zusätzlich die Rolle der Mickey Lane (Bianca) in Kiss Me Kate an der Wiener Volksoper. Das bedeutete: erste Show im Ronacher, rein ins Taxi, darin auch Kostümwechsel, Kiss Me Kate, rein ins Taxi, wieder Kostümwechsel, zweite Show. Damit sie dies alles durchstand, wurde sie betreut von Marcel Prawy. Außerdem war sie seit 1960 Mitglied der Internationalen Artisten-Loge.
1980 spielte sie im Bonner Contra-Kreis-Theater an der Seite von Karin Buchali und Peter René Körner in Klaus Wirbitzkys Stück Café an der Oper. 1981 trat sie nochmals mit ihrem Akkordeon in der Kölner Oper auf, und zwar in der Jacques-Offenbach-Hommage „à la Jacques“ des Tanz-Forums.
Von Köln zog sie Anfang der 1980er Jahre wieder nach Berlin, wo sie immer wieder in kleineren und größeren Revuen als Sängerin, Schauspielerin und Akkordeonistin auf der Bühne stand. Hier lebte sie bis zu ihrem Tod.

## Filmografie
- 1947: Razzia
- 1947: Herzkönig
- 1954: Tanz in der Sonne
- 1966: Zwischenmahlzeit (Fernsehen)
- 1971: Haifischbar (Fernsehen)
- 1972: Dalli Dalli (Fernsehen)
- 1972: Job nach Noten – Folge: Die Gesangsstunde (Fernsehserie)
- 1979: Da kommt was auf uns zu (Fernsehen)
- 1981: So schön wie heut’, so müßt’ es bleiben (Fernsehen)

## Hörspiele
- 1989: Luise oder Die Legende vom Verlust. (Aus der Reihe Verbrechen der Vergangenheit) – Regie: Klaus Wirbitzky